# راییناتس
راییناتس (به صربی: Rajinac) یک منطقهٔ مسکونی در صربستان است که در Trstenik واقع شده‌است. راییناتس ۲۳۳ نفر جمعیت دارد.